# Dorando Pietri

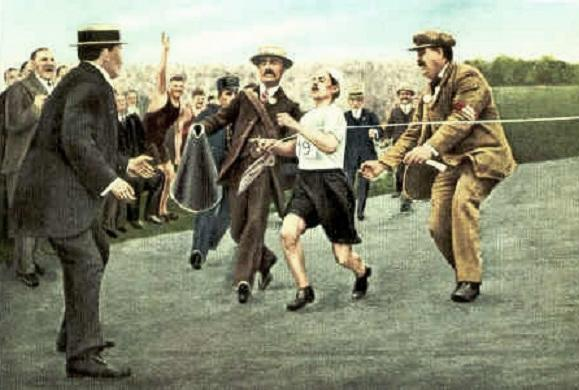
Dorando Pietri vid maratonloppet i London 1908.

Dorando Pietri var en italiensk maratonlöpare. Han föddes den 16 oktober 1885 i Correggio och dog i en hjärtattack den 7 februari 1942, i San Remo.
Han är mest känd för den dramatiska avslutningen av maratonloppet vid OS i London 1908. Han kom in på stadion som ledare, men var helt utmattad och sprang först åt fel håll. Han visades rätt men föll flera gånger och hjälptes till sist över mållinjen. Han blev diskvalificerad och segern gick istället till amerikanen Johnny Hayes. Dagen därpå fick emellertid Pietri ta emot en speciell pokal ur drottningens hand.
Mellan 1904 och 1911 deltog han i 128 långdistanslopp och vann 88 av dem. Pietri gick genom ett missförstånd till idrottshistorien som Pietri Dorando. Först 1960 uppdagades att han fått sitt namn förvanskat.